# 竜美北
竜美北（たつみきた）は、愛知県岡崎市の町丁である。現行行政地名は竜美北一丁目及び竜美北二丁目。

## 地理
岡崎市のやや南に位置する。主に住宅地を形成している。小字は置かれていない。

## 世帯数と人口
2019年（令和元年）5月1日現在の世帯数と人口は以下の通りである。
| 丁目         | 世帯数  | 人口  |
| ------------ | ------- | ----- |
| 竜美北一丁目 | 192世帯 | 443人 |
| 竜美北二丁目 | 161世帯 | 352人 |
| 計           | 353世帯 | 795人 |

### 人口の変遷
国勢調査による人口の推移
| 1995年（平成7年）  | 706人 | [ 5 ] |  |
| 2000年（平成12年） | 856人 | [ 6 ] |  |
| 2005年（平成17年） | 789人 | [ 7 ] |  |
| 2010年（平成22年） | 806人 | [ 8 ] |  |
| 2015年（平成27年） | 711人 | [ 9 ] |  |

## 小・中学校の学区
市立小・中学校に通う場合、学区は以下の通りとなる。
| 丁目         | 番・番地等 | 小学校             | 中学校             |
| ------------ | ---------- | ------------------ | ------------------ |
| 竜美北一丁目 | 全域       | 岡崎市立三島小学校 | 岡崎市立竜海中学校 |
| 竜美北二丁目 | 全域       | 岡崎市立三島小学校 | 岡崎市立竜海中学校 |

## 歴史
額田郡明大寺村の一部を前身とする。合併や編入により、1916年には岡崎市明大寺町の一部となったが、1965年から始まる宅地開発以前は山林だった。
- 1965年 - 岡崎城（別名龍城）の巽（南東）の方角にある丘陵地帯であったことにちなみ、一帯が竜美ヶ丘と命名され、竜美ヶ丘土地区画整理組合が設立された。以後、域内の約8割が山林だった一帯が整備され、道路、医師会館、宅地などが設置、開発された[11]。

- 1988年（昭和63年）5月21日 - 明大寺町の一部が独立し、竜美北1丁目及び竜美北2丁目となる[12]。1989年、竜美ヶ丘土地区画整理組合解散[13]。

### 史跡
- 東長峰第2号墳
- 東長峰第3号墳

## 施設
- 岡崎市教育相談センター
  - 2010年1月4日、岡崎市は旧竜美丘健診センターを改修して、岡崎市教育相談センターを設立した。これに伴い上衣文町にあった適応指導教室「ハートピア岡崎」は同センターに移った[14][15][16]。
- 竜美北公民館
- キャナリィ・ロウ岡崎店

## 交通
- 都市計画道路岡崎環状線（竜美丘ポプラ通り）
- 名鉄バス：岡崎南線

## その他

### 日本郵便
- 郵便番号 : 444-0876[3]（集配局：岡崎郵便局[17]）。

## 参考資料
- 「角川日本地名大辞典」編纂委員会 編『角川日本地名大辞典 23 愛知県』角川書店、1989年3月8日。ISBN 4-04-001230-5。
- 有限会社平凡社地方資料センター 編『日本歴史地名体系第23巻 愛知県の地名』平凡社、1981年。ISBN 4-582-49023-9。